# Ashley Young
Ashley Simon Young (Stevenage, 9 de julho de 1985) é um futebolista inglês que atua como ponta ou lateral-esquerdo. Atualmente está sem clube.

## Clubes
Ashley Young iniciou sua carreira profissional no Watford. Após dois anos nas categorias de base do clube, foi promovido ao time principal em 2003.

### Aston Villa
Chamou a atenção do Aston Villa, que o contratou junto ao Watford. Nessa trajetória, a figura de Martin O'Neill foi mais que decisiva. O técnico do Aston Villa foi quem convenceu Young a ir para o clube, mesmo com a oferta maior do West Ham.
O'Neill modificou o posicionamento de Young em campo: tirou do jovem a incumbência de ser um atacante fixo e o colocou como um meia aberto pelas beiradas, alternando como um ponta. Na temporada 2007–08 foi o segundo jogador com mais assistências para gol na Premier League. Tal desempenho levou o jovem a Seleção Inglesa. Ao final da temporada 2007–08, Ashley Young foi um dos únicos jogadores da Seleção do Ano da Premier League a não pertencer ao Liverpool, Manchester United, Arsenal e Chelsea.
Ashley Young terminou sua primeira passagem disputando 190 partidas com a camisa do Aston Villa. Anotou 38 gols e distribuiu 59 assistências. Em quatro anos e meio, ele produziu mais tentos com os Villans do que somando seus dez anos com Manchester United e Internazionale. Ele liderou boas campanhas no Villa Park. O Aston Villa emendou três temporadas na sexta colocação da Premier League, se classificando em todas elas à Liga Europa.

### Manchester United

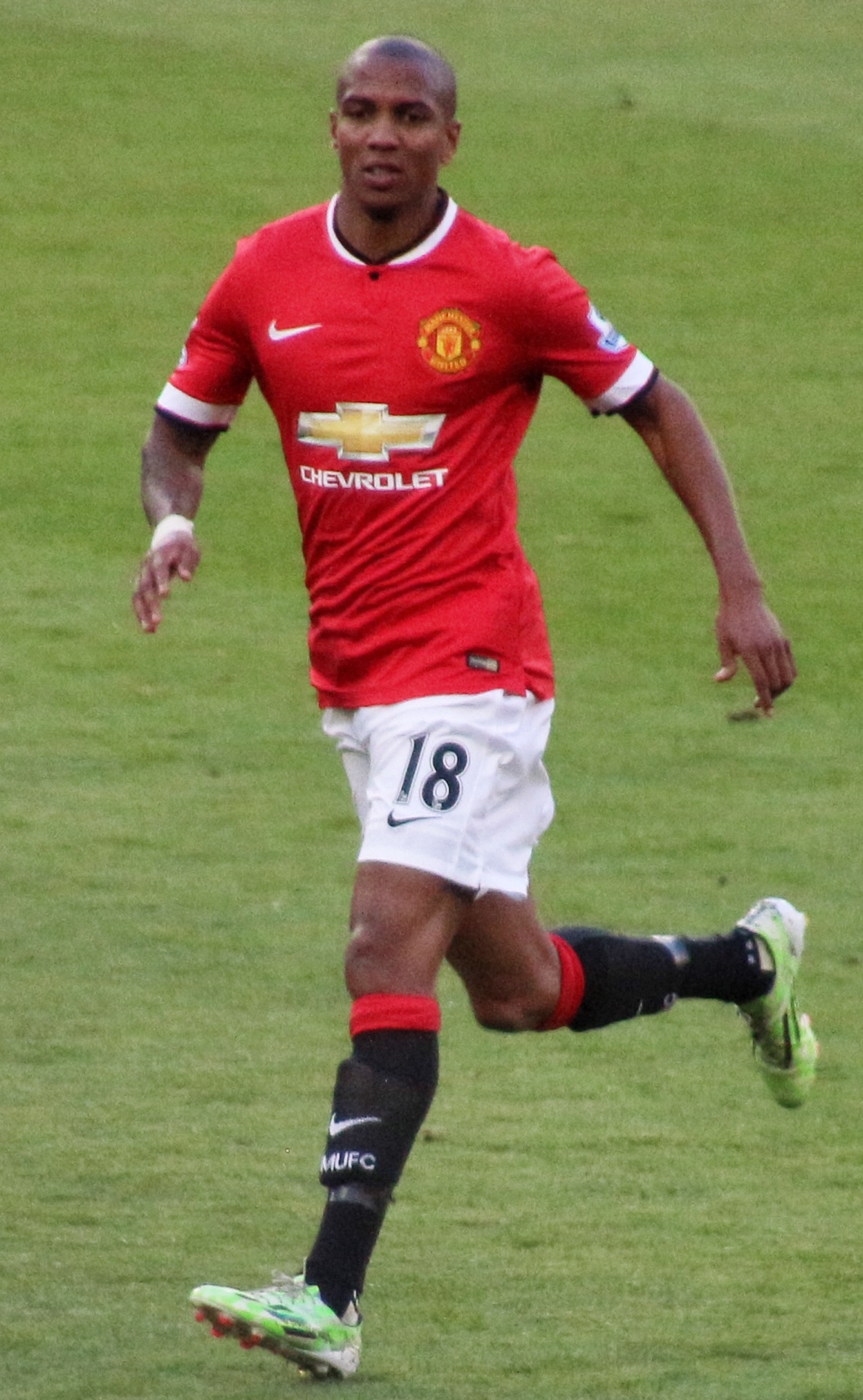
Young jogando pelo Manchester United em 2015

Foi contratado pelo Manchester United no dia 24 de junho de 2011, assinando por cinco temporadas.
Young chegou como ponta e foi recuando até se firmar como lateral. Ele deixou o United com cinco títulos no currículo: Premier League (2012-13), Liga Europa (2016-17), Copa da Inglaterra (2015-16), Copa da Liga Inglesa (2016-17) e Supercopa da Inglaterra (2011).Desde sua chegada no clube, Young fez 261 partidas com a camisa dos Red Devils, com 19 gols marcados.

### Internazionale
Deixou o United no dia 17 de janeiro de 2020, sendo confirmado como novo reforço da Internazionale.
Na última temporada, Young foi bastante utilizado pelo técnico Antonio Conte, apesar de não ter sido titular absoluto da Inter. Ao todo, foram 34 jogos e um gol - além de quatro assistências - com a camisa nerazzurra.

### Retorno ao Aston Villa
Ashley Young  foi anunciado oficialmente pelo Aston Villa em 17 de junho de 2021.
Ashley Young renovou contrato Aston Villa por mais uma temporada. Visto que fez uma boa primeira temporada pelos Villans, ele renovou até final de 2023, Young disputou 25 jogos no ano de regresso a Birmingham.
Em sua última temporada pelo Villa, Young disputou 32 jogos, sendo 25 como titular, e marcou um gol.[carece de fontes?] Ashley Young deixou o Aston Villa ao fim da temporada 2022-23. Nesta segunda passagem ele disputou 57 jogos, marcou um golo e fez duas assistências.

### Everton
O Everton anunciou em 13 de julho de 2023, a contratação de Ashley Young, para a temporada de 2023–24.

## Seleção Nacional
Young integrou a Seleção Inglesa Sub-21 de 2006 a 2007. Estreou pela seleção principal no dia 16 de novembro de 2007, em um amistoso contra a Áustria. Foi titular da equipe na Euro 2012.

### Seleção Inglesa
| Ano   |       |      |
| Ano   | Jogos | Gols |
| ----- | ----- | ---- |
| 2007  | 1     | 0    |
| 2008  | 3     | 0    |
| 2009  | 3     | 0    |
| 2010  | 4     | 0    |
| 2011  | 7     | 4    |
| 2012  | 9     | 2    |
| 2013  | 3     | 1    |
| 2017  | 1     | 0    |
| 2018  | 5     | 0    |
| Total | 36    | 7    |

|    | Data                    | Lugar                 | Oponente      | Gol | Placar | Competição               |
| -- | ----------------------- | --------------------- | ------------- | --- | ------ | ------------------------ |
| 1. | 9 de fevereiro de 2011  | Copenhague, Dinamarca | Dinamarca     | 1–2 | 1–2    | Amistoso                 |
| 2. | 8 de julho de 2011      | Londres, Inglaterra   | Suíça         | 2–2 | 2–2    | Elim. Euro 2012          |
| 3. | 6 de setembro de 2011   | Londres, Inglaterra   | País de Gales | 1–0 | 1–0    | Elim. Euro 2012          |
| 4. | 7 de outubro de 2011    | Podgorica, Montenegro | Montenegro    | 0–1 | 2–2    | Elim. Euro 2012          |
| 5. | 29 de fevereiro de 2012 | Londres, Inglaterra   | Países Baixos | 2–2 | 2–3    | Amistoso                 |
| 6. | 26 de maio de 2012      | Oslo, Noruega         | Noruega       | 1–0 | 1–0    | Amistoso                 |
| 7. | 22 de março de 2013     | San Marino            | San Marino    | 4–0 | 8–0    | Elim. Copa do Mundo 2014 |

## Títulos
Manchester United
- Supercopa da Inglaterra: 2011
- Premier League: 2012–13
- Copa da Inglaterra: 2015–16[12]
- Copa da Liga Inglesa: 2016–17
- Liga Europa da UEFA: 2016–17

Internazionale
- Campeonato Italiano: 2020–21[13]

### Prêmios individuais
- Jogador Jovem do Ano pela PFA: 2008–09
- Equipe do Ano pela PFA: 2007–08, 2008–09
- Jogador do Mês na Premier League: Abril de 2008, Setembro de 2008, Dezembro de 2008